# Martín del Campo
Martín Gonzalo del Campo Martínez (Montevideo, 24 maggio 1975) è un ex calciatore uruguaiano, di ruolo difensore.

## Carriera
Ha giocato nella prima divisione uruguaiana (che ha vinto 4 volte) ed in quella argentina.

## Palmarès

### Club

#### Competizioni nazionali
- Campionato uruguaiano: 4

Nacional: 1998, 2000, 2001, 2002
- Liguilla Pre-Libertadores de América: 1

Nacional: 1999